# كولن كوك (لاعب كريكت)
كولن كوك (11 يناير 1960 - ) (بالإنجليزية: Colin Cook)‏ هو لاعب كريكت بريطاني.

## وصلات خارجية
- كولن كوك على موقع إي آس بي آن كريك إنفو (الإنجليزية)